# 91. Kongress der Vereinigten Staaten
Der 91. Kongress der Vereinigten Staaten beschreibt die Legislaturperiode von Repräsentantenhaus und Senat in den Vereinigten Staaten zwischen dem 3. Januar 1969 bis zum 3. Januar 1971. Alle Abgeordneten des Repräsentantenhauses sowie ein Drittel der Senatoren (Klasse III) waren im November 1968 bei den Kongresswahlen gewählt worden. Dabei ergab sich in beiden Kammern eine Mehrheit der Demokratischen Partei die in Opposition zur Bundesregierung unter dem republikanischen Präsidenten Richard Nixon stand. Im Verlauf der Legislaturperiode gab es in beiden Kammern durch Rücktritte und Todesfälle einige personelle Veränderungen, die aber keinerlei Veränderungen an den Mehrheitsverhältnissen mit sich brachten. Der Kongress tagte in der amerikanischen Bundeshauptstadt Washington, D.C. Die Sitzverteilung im Repräsentantenhaus basierte auf der Volkszählung von 1960.

## Wichtige Ereignisse
Siehe auch 1969 und 1970
- 3. Januar 1969: Beginn der Legislaturperiode des 91. Kongresses
- 20. Januar 1969: Richard Nixon wird als neuer Amerikanischer Präsident vereidigt.
- 28. März 1969: Nach langer Krankheit verstirbt der frühere Präsident und General Dwight D. Eisenhower.
- 23. Juni 1969: Wechsel im Amt des Chief Justice of the United States. Warren E. Burger folgt auf den zurückgetretenen Earl Warren.
- 21. Juli 1969: Die Apollo 11 Mission schafft die Mondlandung.
- 2. September 1969: In Rockville Centre im Bundesstaat New York wird der erste Geldautomat in den Vereinigten Staaten aufgestellt.
- 1. April 1970: Präsident Nixon unterzeichnet den Public Health Cigarette Smoking Act. Damit wird im amerikanischen Fernsehen die werbung für Zigaretten verboten.
- 3. November 1972: Bei den Kongresswahlen behaupten die Demokraten ihre Mehrheit in beiden Kammern des Kongresses.
- 1. Januar 1973: Mit dem Uniform Monday Holiday Act tritt in den Vereinigten Staaten eine Neuregelung der Bundesfeiertage statt. Einige Feiertage werden generell auf Montage verlegt, andere werden, falls sie in ein Wochenende fallen, entweder von Samstag auf Freitag zurückverlegt oder von Sonntag auf Montag vorverlegt.

Die gesamte Legislaturperiode war von den Ereignissen des Vietnamkriegs bestimmt. Dazu gehörten auch die Gegendemonstrationen.

## Die wichtigsten Gesetze
In den Sitzungsperioden des 91. Kongresses wurden unter anderem folgende Bundesgesetze verabschiedet (siehe auch: Gesetzgebungsverfahren):
- 30. Dezember 1969: Federal Coal Mine Health and Safety Act
- 1969: Tax Reform Act of 1969
- 1. Januar 1970: National Environmental Policy Act
- 3. April 1970: Environmental Quality Improvement Act
- 21. Mai 1970: Airport and Airway Development Act
- 12. August 1970: Postal Reorganization Act
- 15. August 1970: Economic Stabilization Act of 1970
- 22. September 1970: District of Columbia Delegate Act
- 15. Oktober 1970: Organized Crime Control Act
- 15. Oktober 1970: Urban Mass Transportation Act of 1970, aufbauend auf Urban Mass Transportation Act of 1964, Teil des Eisenbahnrechts
- 26. Oktober 1970: Bank Secrecy Act
- 27. Oktober 1970: Controlled Substances Act
- 30. Oktober 1970: Rail Passenger Service Act, Grundlage für National Railroad Passenger Corporation, Teil des Eisenbahnrechts
- 24. Dezember 1970: Family Planning Services and Population Research Act of 1970
- 24. Dezember 1970: Plant Variety Protection Act
- 29. Dezember 1970: Occupational Safety and Health Act
- 31. Dezember 1970: Clean Air Act
- 31. Dezember 1970: Housing and Urban Development Act of 1970

## Zusammensetzung nach Parteien

### Senat
|              | Partei (Schattierung zeigt Mehrheitspartei) | Partei (Schattierung zeigt Mehrheitspartei) | Partei (Schattierung zeigt Mehrheitspartei) | Total |   |
| ------------ | ------------------------------------------- | ------------------------------------------- | ------------------------------------------- | ----- | - |
|              |                                             |                                             |                                             | Total |   |
| Demokraten   | Republikaner                                | Sonstige                                    | Vakant                                      | Total |   |
| 90. Kongress | 62                                          | 38                                          | 0                                           | 100   | 0 |
|              |                                             |                                             |                                             |       |   |
| 91. Kongress | 57                                          | 43                                          | 0                                           | 100   |   |
| 92. Kongress | 54                                          | 44                                          | 2                                           | 100   |   |

### Repräsentantenhaus
|              | Partei (Schattierung zeigt Mehrheitspartei) | Partei (Schattierung zeigt Mehrheitspartei) | Partei (Schattierung zeigt Mehrheitspartei) | Total |   |
| ------------ | ------------------------------------------- | ------------------------------------------- | ------------------------------------------- | ----- | - |
|              |                                             |                                             |                                             | Total |   |
| Demokraten   | Republikaner                                | Unabhängige                                 | Vakant                                      | Total |   |
| 90. Kongress | 247                                         | 187                                         | 0                                           | 435   | 0 |
|              |                                             |                                             |                                             |       |   |
| 91. Kongress | 243                                         | 192                                         | 0                                           | 435   |   |
| 92. Kongress | 255                                         | 180                                         | 0                                           | 435   |   |

Außerdem gab es noch einen nicht stimmberechtigten Kongressdelegierten.

## Amtsträger

### Senat
- Präsident des Senats: Hubert H. Humphrey (D) bis 20. Januar 1969, dann Spiro Agnew
- Präsident pro tempore: Richard B. Russell (D)

#### Führung der Mehrheitspartei
- Mehrheitsführer: Mike Mansfield (D)
- Mehrheitswhip: Edward Kennedy (D)

#### Führung der Minderheitspartei
- Minderheitsführer: Everett Dirksen (R) bis 7. September 1969, dann Hugh Scott (R)
- Minderheitswhip: Hugh Scott (R) bis 7. September 1969 dann Robert P. Griffin.

### Repräsentantenhaus
- Sprecher des Repräsentantenhauses: John W. McCormack (D)

#### Führung der Mehrheitspartei
- Mehrheitsführer: Carl Albert (D)
- Mehrheitswhip: Hale Boggs (D)

#### Führung der Minderheitspartei
- Minderheitsführer: Gerald Ford (R)
- Minderheitswhip: Leslie C. Arends (R)

## Senatsmitglieder
Im 91. Kongress vertraten folgende Senatoren ihre jeweiligen Bundesstaaten:
| Alabama - 2. John Sparkman (D) - 3. James Browning Allen (D) Alaska - 2. Ted Stevens (R) - 3. Mike Gravel (D) Arizona - 1. Paul Jones Fannin (R) - 3. Barry Goldwater (R) Arkansas - 2. John Little McClellan (D) - 3. J. William Fulbright (D) Kalifornien - 1. George Murphy (R) bis zum 2. Januar 1971 - John V. Tunney (D) ab dem 2. Januar 1971 - 3. Alan Cranston (D) Colorado - 2. Gordon L. Allott (R) - 3. Peter H. Dominick (R) Connecticut - 1. Thomas J. Dodd (D) - 3. Abraham A. Ribicoff (D) Delaware - 1. John J. Williams (R) bis zum 30. Dezember 1970 - William V. Roth (R) ab dem 1. Januar 1971 - 2. Cale Boggs (R) Florida - 1. Spessard Holland (D) - 3. Edward Gurney (R) Georgia - 2. Richard B. Russell (D) - 3. Herman Talmadge (D) Hawaii - 1. Hiram Fong (R) - 2. Daniel Inouye (D) Idaho - 2. Leonard B. Jordan (R) - 3. Frank Church (D) Illinois - 2. Charles H. Percy (R) - 3. Everett Dirksen (R) bis zum 7. September 1969 - Ralph Tyler Smith (R) vom 17. September 1969 bis zum 3. November 1970 - Adlai Ewing Stevenson III (D) ab dem 17. November 1970 Indiana - 1. Vance Hartke (D) - 3. Birch Bayh (D) Iowa - 2. Jack Miller (R) - 3. Harold Hughes (D) Kansas - 2. James B. Pearson (R) - 3. Bob Dole (R) Kentucky - 2. John Sherman Cooper (R) - 3. Marlow Cook (R) Louisiana - 2. Allen J. Ellender (D) - 3. Russell B. Long (D) Maine - 1. Edmund Muskie (D) - 2. Margaret Chase Smith (R) Maryland - 1. Joseph Tydings (D) - 3. Charles Mathias (R) Massachusetts - 1. Edward Kennedy (D) - 2. Edward Brooke (R) Michigan - 1. Philip Hart (D) - 2. Robert P. Griffin (R) Minnesota - 1. Eugene McCarthy (D) bzw. (Democratic Farmer Labor Party) - 2. Walter Mondale (D) bzw. (Democratic Farmer Labor Party) Mississippi - 1. John C. Stennis (D) - 2. James Eastland (D) Missouri - 1. Stuart Symington (D) - 3. Thomas Eagleton (D) | Montana - 1. Mike Mansfield (D) - 2. Lee Metcalf (D) Nebraska - 1. Roman Hruska (R) - 2. Carl Curtis (R) Nevada - 1. Howard Cannon (D) - 3. Alan Bible (D) New Hampshire - 2. Thomas J. McIntyre (D) - 3. Norris Cotton (R) New Jersey - 1. Harrison A. Williams (D) - 2. Clifford P. Case (R) New Mexico - 1. Joseph Montoya (D) - 2. Clinton Presba Anderson (D) New York - 1. Charles Goodell (R) - 3. Jacob K. Javits (R) North Carolina - 2. B. Everett Jordan (D) - 3. Sam Ervin (D) North Dakota - 1. Quentin N. Burdick (D) - 3. Milton Young (R) Ohio - 1. Stephen M. Young (D) - 3. William B. Saxbe (R) Oklahoma - 2. Fred R. Harris (D) - 3. Henry Bellmon (R) Oregon - 2. Mark Hatfield (R) - 3. Bob Packwood (R) Pennsylvania - 1. Hugh Scott (R) - 3. Richard Schweiker (R) Rhode Island - 1. John O. Pastore (D) - 2. Claiborne Pell (D) South Carolina - 2. Strom Thurmond (R) - 3. Fritz Hollings (D) South Dakota - 2. Karl Earl Mundt (R) - 3. George McGovern (D) Tennessee - 1. Albert Gore Sr. (D) - 2. Howard Baker (R) Texas - 1. Ralph Yarborough (D) - 2. John Tower (R) Utah - 1. Frank Moss (D) - 3. Wallace F. Bennett (R) Vermont - 1. Winston L. Prouty (R) - 3. George Aiken (R) Virginia - 1. Harry F. Byrd Jr. (D) - 2. William B. Spong (D) Washington - 1. Henry M. Jackson (D) - 3. Warren G. Magnuson (D) West Virginia - 1. Robert Byrd (D) - 2. Jennings Randolph (D) Wisconsin - 1. William Proxmire (D) - 3. Gaylord Nelson (D) Wyoming - 1. Gale W. McGee (D) - 2. Clifford P. Hansen (R) |

## Mitglieder des Repräsentantenhauses
Folgende Kongressabgeordnete vertraten im 91. Kongress die Interessen ihrer jeweiligen Bundesstaaten:
| Alabama 8 Wahlbezirke - 1. William J. Edwards (R) - 2. William Louis Dickinson (R) - 3. George W. Andrews (D) - 4. Bill Nichols (D) - 5. Walter Flowers (D) - 6. John Hall Buchanan, Jr. (R) - 7. Tom Bevill (D) - 8. Robert Jones Jr. (D) Alaska Staatsweite Wahl - Howard Wallace Pollock (R) Arizona 3 Wahlbezirke - 1. John Jacob Rhodes (R) - 2. Mo Udall (D) - 3. Sam Steiger (R) Arkansas 4 Wahlbezirke. - 1. William Vollie Alexander (D) - 2. Wilbur Daigh Mills (D) - 3. John Paul Hammerschmidt (R) - 4. David Pryor (D) Kalifornien 38 Wahlbezirke. - 1. Donald H. Clausen (R) - 2. Harold T. Johnson (D) - 3. John E. Moss (D) - 4. Robert L. Leggett (D) - 5. Phillip Burton (D) - 6. William S. Mailliard (R) - 7. Jeffery Cohelan (D) - 8. George Paul Miller (D) - 9. Don Edwards (D) - 10. Charles S. Gubser (R) - 11. Pete McCloskey (R) - 12. Burt L. Talcott (R) - 13. Charles M. Teague (R) - 14. Jerome R. Waldie (D) - 15. John J. McFall (D) - 16. Bernice F. Sisk (D) - 17. Glenn M. Anderson (D) - 18. Bob Mathias (R) - 19. Chester E. Holifield (D) - 20. H. Allen Smith (R) - 21. Augustus F. Hawkins (D) - 22. James C. Corman (D) - 23. Del M. Clawson (R) - 24. Glenard P. Lipscomb (R) bis zum 1. Februar 1970 - John H. Rousselot (R) ab dem 30. Juni 1970 - 25. Charles E. Wiggins (R) - 26. Thomas M. Rees (D) - 27. Edwin Reinecke (R) bis zum 21. Januar 1969 - Barry Goldwater Jr. (R) ab dem 29. April 1969 - 28. Alphonzo Bell (R) - 29. George Brown Jr. (D) - 30. Edward R. Roybal (D) - 31. Charles H. Wilson (D) - 32. Craig Hosmer (R) - 33. Jerry Pettis (R) - 34. Richard T. Hanna (D) - 35. James B. Utt (R) bis zum 1. März 1970 - John G. Schmitz (R) ab dem 30. Juni 1970 - 36. Bob Wilson (R) - 37. Lionel Van Deerlin (D) - 38. John V. Tunney (D) bis zum 2. Januar 1971 Colorado 4 Wahlbezirke - 1. Byron G. Rogers (D) - 2. Donald G. Brotzman (R) - 3. Frank E. Evans (D) - 4. Wayne N. Aspinall (D) Connecticut 6 Wahlbezirke - 1. Emilio Q. Daddario (D) - 2. William St. Onge (D) bis zum 1. Mai 1970 - Robert H. Steele (R) ab dem 3. November 1970 - 3. Robert Giaimo (D) - 4. Lowell P. Weicker, Jr. (R) - 5. John S. Monagan (D) - 6. Thomas Joseph Meskill (R) Delaware Staatsweite Wahl - William V. Roth (R) bis zum 31. Dezember 1970 Florida 12 Wahlbezirke - 1. Robert Sikes (D) - 2. Don Fuqua (D) - 3. Charles Edward Bennett (D) - 4. William V. Chappell (D) - 5. Louis Frey (R) - 6. Sam Gibbons (D) - 7. James A. Haley (D) - 8. William C. Cramer (R) - 9. Paul Grant Rogers (D) - 10. J. Herbert Burke (R) - 11. Claude Pepper (D) - 12. Dante Fascell (D) Georgia 10 Wahlbezirke - 1. George Elliott Hagan (D) - 2. Maston E. O’Neal (D) - 3. Jack Thomas Brinkley (D) - 4. Benjamin B. Blackburn (R) - 5. Fletcher Thompson (R) - 6. John James Flynt Jr. (D) - 7. John William Davis (D) - 8. W. S. Stuckey (D) - 9. Phillip M. Landrum (D) - 10. Robert Grier Stephens (D) Hawaii Staatsweite Wahl für zwei Abgeordnete - Spark Matsunaga (D) - Patsy Mink (D) Idaho 2 Wahlbezirke - 1. James A. McClure (R) - 2. Orval H. Hansen (R) Illinois 24 Wahlbezirke - 1. William L. Dawson (D) bis zum 9. November 1970 - 2. Abner J. Mikva (D) - 3. William T. Murphy (D) - 4. Ed Derwinski (R) - 5. John C. Kluczynski (D) - 6. Daniel J. Ronan (D) bis zum 13. August 1969 - George W. Collins (D) ab dem 3. November 1969 - 7. Frank Annunzio (D) - 8. Dan Rostenkowski (D) - 9. Sidney R. Yates (D) - 10. Harold R. Collier (R) - 11. Roman Pucinski (D) - 12. Robert McClory (R) - 13. Donald Rumsfeld (R) bis zum 25. Mai 1969 - Phil Crane (R) ab dem 25. November 1969 - 14. John N. Erlenborn (R) - 15. Charlotte Thompson Reid (R) - 16. John B. Anderson (R) - 17. Leslie C. Arends (R) - 18. Robert H. Michel (R) - 19. Tom Railsback (R) - 20. Paul Findley (R) - 21. Kenneth J. Gray (D) - 22. William L. Springer (R) - 23. George E. Shipley (D) - 24. Charles Melvin Price (D) Indiana 11 Wahlbezirke - 1. Ray J. Madden (D) - 2. Earl F. Landgrebe (R) - 3. John Brademas (D) - 4. E. Ross Adair (R) - 5. Richard L. Roudebush (R) - 6. William G. Bray (R) - 7. John T. Myers (R) - 8. Roger H. Zion (R) - 9. Lee H. Hamilton (D) - 10. David W. Dennis (R) - 11. Andrew Jacobs Jr. (D) Iowa 7 Wahlbezirke - 1. Fred Schwengel (R) - 2. John Culver (D) - 3. H. R. Gross (R) - 4. John Henry Kyl (R) - 5. Neal Edward Smith (D) - 6. Wiley Mayne (R) - 7. William J. Scherle (R) Kansas 5 Wahlbezirke. - 1. Keith Sebelius (R) - 2. Chester L. Mize (R) - 3. Larry Winn (R) - 4. Garner E. Shriver (R) - 5. Joe Skubitz (R) Kentucky 7 Wahlbezirke - 1. Frank Stubblefield (D) - 2. William Huston Natcher (D) - 3. William O. Cowger (R) - 4. Gene Snyder (R) - 5. Tim Lee Carter (R) - 6. John C. Watts (D) - 7. Carl D. Perkins (D) Louisiana 8 Wahlbezirke - 1. Felix Edward Hébert (D) - 2. Hale Boggs (D) - 3. Patrick T. Caffery (D) - 4. Joe Waggonner (D) - 5. Otto E. Passman (D) - 6. John Rarick (D) - 7. Edwin Edwards (D) - 8. Speedy O. Long (D) Maine 2 Wahlbezirke - 1. Peter N. Kyros (D) - 2. William Dodd Hathaway (D) Maryland 8 Wahlbezirke - 1. Rogers Morton (R) - 2. Clarence Long (D) - 3. Edward Garmatz (D) - 4. George Hyde Fallon (D) - 5. Lawrence Hogan (R) - 6. John Glenn Beall Jr. (R) - 7. Samuel Nathaniel Friedel (D) - 8. Gilbert Gude (R) Massachusetts 12 Wahlbezirke - 1. Silvio O. Conte (R) - 2. Edward Boland (D) - 3. Philip J. Philbin (D) - 4. Harold Donohue (D) - 5. F. Bradford Morse (R) - 6. William H. Bates (R) bis zum 22. Juni 1969 - Michael J. Harrington (D) ab dem 30. September 1969 - 7. Torbert Macdonald (D) - 8. Tip O’Neill (D) - 9. John W. McCormack (D) - 10. Margaret Heckler (R) - 11. James A. Burke (D) - 12. Hastings Keith (R) Michigan 19 Wahlbezirke - 1. John Conyers (D) - 2. Marvin L. Esch (R) - 3. Garry E. Brown (R) - 4. Edward Hutchinson (R) - 5. Gerald Ford (R) - 6. Charles E. Chamberlain (R) - 7. Donald W. Riegle (R) - 8. James Harvey (R) - 9. Guy Vander Jagt (R) - 10. Elford Albin Cederberg (R) - 11. Philip Ruppe (R) - 12. James G. O’Hara (D) - 13. Charles Diggs (D) - 14. Lucien N. Nedzi (D) - 15. William D. Ford (D) - 16. John Dingell Jr. (D) - 17. Martha Griffiths (D) - 18. William Broomfield (R) - 19. Jack H. McDonald (R) Minnesota 8 Wahlbezirke - 1. Al Quie (R) - 2. Ancher Nelsen (R) - 3. Clark MacGregor (R) - 4. Joseph Karth (DFL= Democratic Farmer Labor Party) - 5. Donald M. Fraser (DFL) - 6. John M. Zwach (R) - 7. Odin Langen (R) - 8. John Blatnik (DFL) Mississippi 5 Wahlbezirke - 1. Thomas Abernethy (D) - 2. Jamie L. Whitten (D) - 4. Charles H. Griffin (D) - 4. Sonny Montgomery (D) - 5. William M. Colmer (D) Missouri 10 Wahlbezirke - 1. Bill Clay (D) - 2. James W. Symington (D) - 3. Leonor Sullivan (D) - 4. William J. Randall (D) - 5. Richard Walker Bolling (D) - 6. William Raleigh Hull (D) - 7. Durward Gorham Hall (R) - 8. Richard Howard Ichord (D) - 9. William L. Hungate (D) - 10. Bill D. Burlison (D) | Montana 2 Wahlbezirke - 1. Arnold Olsen (D) - 2. James Franklin Battin (R) bis zum 27. Februar 1969 - John Melcher (D) ab dem 24. Juni 1969 Nebraska 3 Wahlbezirke - 1. Robert Vernon Denney (R) - 2. Glenn Clarence Cunningham (R) - 3. David T. Martin (R) Nevada Staatsweite Wahl - Walter S. Baring (D) New Hampshire 2 Wahlbezirke - 1. Louis C. Wyman (R) - 2. James Colgate Cleveland (R) New Jersey 15 Wahlbezirke - 1. John E. Hunt (R) - 2. Charles W. Sandman (R) - 3. James J. Howard (D) - 4. Frank Thompson (D) - 5. Peter Frelinghuysen (R) - 6. William T. Cahill (R) bis zum 19. Januar 1970 - Edwin B. Forsythe (R) ab dem 3. November 1970 - 7. William B. Widnall (R) - 8. Charles Samuel Joelson (D) bis zum 4. September 1969 - Robert A. Roe (D) ab dem 4. November 1969 - 9. Henry Helstoski (D) - 10. Peter Wallace Rodino (D) - 11. Joseph Minish (D) - 12. Florence P. Dwyer (R) - 13. Cornelius Edward Gallagher (D) - 14. Dominick V. Daniels (D) - 15. Edward J. Patten (D) New Mexico 2 Wahlbezirke - 1. Manuel Lujan (R) - 2. Ed Foreman (R) New York 41 Wahlbezirke - 1. Otis G. Pike (D) - 2. James R. Grover Jr. (R) - 3. Lester L. Wolff (D) - 4. John W. Wydler (R) - 5. Allard K. Lowenstein (D) - 6. Seymour Halpern (R) - 7. Joseph Patrick Addabbo (D) - 8. Benjamin Stanley Rosenthal (D) - 9. James J. Delaney (D) - 10. Emanuel Celler (D) - 11. Frank J. Brasco (D) - 12. Shirley Chisholm (D) - 13. Bertram L. Podell (D) - 14. John J. Rooney (D) - 15. Hugh Carey (D) - 16. John M. Murphy (D) - 17. Ed Koch (D) - 18. Adam Clayton Powell Jr. (D) bis zum 28. Februar 1967 und erneut ab dem 11. April 1967 - 19. Leonard Farbstein (D) - 20. William Fitts Ryan (D) - 21. James H. Scheuer (D) - 22. Jacob H. Gilbert (D) - 23. Jonathan Brewster Bingham (D) - 24. Mario Biaggi (D) - 25. Richard Ottinger (D) - 26. Ogden R. Reid (R) - 27. Martin B. McKneally (R) - 28. Hamilton Fish IV (R) - 29. Daniel E. Button (R) - 30. Carleton J. King (R) - 31. Robert C. McEwen (R) - 32. Alexander Pirnie (R) - 33. Howard W. Robison (R) - 34. James M. Hanley (D) - 35. Samuel S. Stratton (D) - 36. Frank Horton (R) - 37. Barber B. Conable (R) - 38. James F. Hastings (R) - 39. Richard D. McCarthy (D) - 40. Henry P. Smith (R) - 41. Thaddeus J. Dulski (D) North Carolina 11 Wahlbezirke - 1. Walter B. Jones Sr. (D) - 2. Lawrence H. Fountain (D) - 3. David N. Henderson (D) - 4. Nick Galifianakis (D) - 5. Wilmer Mizell (R) - 6. L. Richardson Preyer (D) - 7. Alton Asa Lennon (D) - 8. Earl B. Ruth (R) - 9. Charles R. Jonas (R) - 10. Jim Broyhill (R) - 11. Roy A. Taylor (D) North Dakota 2 Wahlbezirke - 1. Mark Andrews (R) - 2. Thomas S. Kleppe (R) Ohio 24 Wahlbezirke - 1. Robert Taft Jr. (R) - 2. Donald D. Clancy (R) - 3. Charles W. Whalen (R) - 4. William Moore McCulloch (R) - 5. Del Latta (R) - 6. Bill Harsha (R) - 7. Bud Brown (R) - 8. Jackson Edward Betts (R) - 9. Thomas Ashley (D) - 10. Clarence E. Miller (R) - 11. J. William Stanton (R) - 12. Samuel L. Devine (R) - 13. Charles Adams Mosher (R) - 14. William Hanes Ayres (R) - 15. Chalmers Wylie (R) - 16. Frank T. Bow (R) - 17. John M. Ashbrook (R) - 18. Wayne Hays (D) - 19. Michael J. Kirwan (D) bis zum 27. Juli 1970 - Charles J. Carney (D) ab dem 3. November 1970 - 20. Michael A. Feighan (D) - 21. Louis Stokes (D) - 22. Charles Vanik (D) - 23. William Edwin Minshall (R) - 24. Buz Lukens (R) Oklahoma 6 Wahlbezirke - 1. Page Belcher (R) - 2. Ed Edmondson (D) - 3. Carl Albert (D) - 4. Tom Steed (D) - 5. John Jarman (D) - 6. John Newbold Camp (R) Oregon 4 Wahlbezirke - 1. Wendell Wyatt (R) - 2. Al Ullman (D) - 3. Edith Green (D) - 4. John R. Dellenback (R) Pennsylvania 27 Wahlbezirke - 1. William A. Barrett (D) - 2. Robert N. C. Nix (D) - 3. James A. Byrne (D) - 4. Joshua Eilberg (D) - 5. William J. Green III (D) - 6. Gus Yatron (D) - 7. Lawrence G. Williams (R) - 8. Edward G. Biester (R) - 9. George Watkins (R) bis zum 7. August 1970 - John H. Ware (R) ab dem 3. November 1970 - 10. Joseph M. McDade (R) - 11. Daniel J. Flood (D) - 12. J. Irving Whalley (R) - 13. Lawrence Coughlin (R) - 14. William S. Moorhead (D) - 15. Fred B. Rooney (D) - 16. Edwin Duing Eshleman (R) - 17. Herman T. Schneebeli (R) - 18. Robert J. Corbett (R) - 19. George Atlee Goodling (R) - 20. Joseph M. Gaydos (D) - 21. John Herman Dent (D) - 22. John P. Saylor (R) - 23. Albert W. Johnson (R) - 24. Joseph P. Vigorito (D) - 25. Frank M. Clark (D) - 26. Thomas E. Morgan (D) - 27. James G. Fulton (R) Rhode Island 2 Wahlbezirke - 1. Fernand St. Germain (D) - 2. Robert Tiernan (D) South Carolina 6 Wahlbezirke. - 1. Lucius Mendel Rivers (D) bis zum 28. Dezember 1970 - 2. Albert William Watson (R) - 3. William Dorn (D) - 4. James Robert Mann (D) - 5. Thomas S. Gettys (D) - 6. John Lanneau McMillan (D) South Dakota 2 Wahlbezirke - 1. Ben Reifel (R) - 2. Ellis Yarnal Berry (R) Tennessee 9 Wahlbezirke - 1. Jimmy Quillen (R) - 2. John Duncan Sr. (R) - 3. Bill Brock (R) - 4. Joe L. Evins (D) - 5. Richard H. Fulton (D) - 6. William Anderson (D) - 7. Ray Blanton (D) - 8. Fats Everett (D) bis zum 26. Januar 1969 - Ed Jones (D) ab dem 25. März 1969 - 9. Dan Kuykendall (R) Texas 23 Wahlbezirke - 1. Wright Patman (D) - 2. John Dowdy (D) - 3. James M. Collins (R) - 4. Ray Roberts (D) - 5. Earle Cabell (D) - 6. Olin E. Teague (D) - 7. George H. W. Bush (R) - 8. Robert C. Eckhardt (D) - 9. Jack Bascom Brooks (D) - 10. J. J. Pickle (D) - 11. William R. Poage (D) - 12. Jim Wright (D) - 13. Graham B. Purcell (D) - 14. John Andrew Young (D) - 15. Kika de la Garza (D) - 16. Richard Crawford White (D) - 17. Omar Truman Burleson (D) - 18. Bob Price (R) - 19. George H. Mahon (D) - 20. Henry B. Gonzalez (D) - 21. O. C. Fisher (D) - 22. Robert R. Casey (D) - 23. Abraham Kazen (D) Utah 2 Wahlbezirke - 1. Laurence J. Burton (R) - 2. Sherman P. Lloyd (R) Vermont 1 Wahlbezirk (staatsweit) - 1. Robert Stafford (R) Virginia 10 Wahlbezirke - 1. Thomas N. Downing (D) - 2. G. William Whitehurst (R) - 3. David E. Satterfield III (D) - 4. Watkins Moorman Abbitt (D) - 5. Dan Daniel (D) - 6. Richard Harding Poff (R) - 7. John Otho Marsh Jr. (D) - 8. William L. Scott (R) - 9. William C. Wampler (R) - 10. Joel Broyhill (R) Washington 7 Wahlbezirke - 1. Thomas Pelly (R) - 2. Lloyd Meeds (D) - 3. Julia Butler Hansen (D) - 4. Catherine Dean May (R) - 5. Tom Foley (D) - 6. Floyd Hicks (D) - 7. Brockman Adams (D) West Virginia 5 Wahlbezirke - 1. Bob Mollohan (D) - 2. Harley Orrin Staggers (D) - 3. John M. Slack (D) - 4. Ken Hechler (D) - 5. James Kee (D) Wisconsin 10 Wahlbezirke - 1. Henry C. Schadeberg (R) - 2. Robert Kastenmeier (D) - 3. Vernon Wallace Thomson (R) - 4. Clement J. Zablocki (D) - 5. Henry S. Reuss (D) - 6. William A. Steiger (R) - 7. Melvin R. Laird (R) bis zum 21. Januar 1969 - Dave Obey (D) ab dem 1. April 1969 - 8. John W. Byrnes (R) - 9. Glenn Robert Davis (R) - 10. Alvin O’Konski (R) Wyoming Staatsweite Wahlen - John S. Wold (R) |

Nicht stimmberechtigte Mitglieder im Repräsentantenhaus:
- Puerto Rico:
  - Jorge Luis Córdova